# Bojownik szkarłatnoczerwony
Bojownik szkarłatnoczerwony, bojownik czerwony (Betta coccina) – gatunek słodkowodnej ryby okoniokształtnej z rodziny guramiowatych (Osphronemidae). Hodowana w akwariach.
Uwaga
Nazwą bojownik czerwony określany jest też inny gatunek z tego rodzaju: Betta tussyae.

## Występowanie
Półwysep Malajski i Sumatra.

## Opis
Spokojna, raczej płochliwa, pokojowo usposobiona ryba, która może być trzymana w akwarium wielogatunkowym z innymi spokojnymi rybami. Wymaga zbiornika gęsto obsadzonego roślinami, również pływającymi, z licznymi kryjówkami wśród korzeni i kamieni. Konieczna systematyczna częściowa wymiana wody. Dorasta do ok. 5 cm długości. 
| Zalecane warunki w akwarium | Zalecane warunki w akwarium  |
| --------------------------- | ---------------------------- |
| Zbiornik                    | średni                       |
| Temperatura wody            | 24–27 °C                     |
| Twardość wody               | miękka 1–8°n                 |
| Skala pH                    | 4,5–7                        |
| Pokarm                      | drobny żywy, mrożony i suchy |